# Rio Linda
Rio Linda é uma região censo-designada localizada no estado americano da Califórnia, no Condado de Sacramento.

## Demografia
Segundo o censo americano de 2000, a sua população era de 10.466 habitantes.

## Geografia
De acordo com o United States Census Bureau tem uma área de 14,2 km², dos quais 14,2 km² cobertos por terra e 0,0 km² cobertos por água. Rio Linda localiza-se a aproximadamente 17 m acima do nível do mar.

## Localidades na vizinhança
O diagrama seguinte representa as localidades num raio de 16 km ao redor de Rio Linda.